# Affeksjonsverdi
Affeksjonsverdi è un film del 2025 diretto da Joachim Trier.
Interpretato da Renate Reinsve, Stellan Skarsgård ed Elle Fanning, ha vinto il Grand Prix Speciale della Giuria al 78º Festival di Cannes.

## Trama
Al funerale della madre, l'attrice di teatro Nora e sua sorella minore Agnes sono sorprese nel rivedere il padre Gustav, un famoso regista ormai caduto nel dimenticatoio, andatosene di casa quando erano ancora bambine. Gustav rivela presto il motivo della visita: vorrebbe che Nora fosse la protagonista del film che potrebbe riportarlo in auge, il suo primo da quindici anni a quella parte, ispirato alle esperienze vissute dalla madre durante l'occupazione nazista della Norvegia, e il cui suicidio continua a tormentare il regista anche dopo molti anni. Nora rifiuta, rinfacciandogli le sue mancanze come genitore. Tuttavia Gustav si ripresenta poco dopo a casa loro, che legalmente ancora possiede non avendo mai firmato le carte del divorzio, assieme alla starlette statunitense Rachel Kemp, il rimpiazzo di Nora, per provare le scene del film.

## Distribuzione
Il film è stato presentato in anteprima il 21 maggio 2025 al 78º Festival di Cannes. Sarà distribuito nelle sale cinematografiche italiane da Teodora Film e Lucky Red.

## Riconoscimenti
- 2025 – Festival di Cannes[3]
  - Grand Prix Speciale della Giuria
  - In concorso per la Palma d'oro